# Hans Stein (zpěvák)
Hans Stein, také Hanuš Jiří Stein (17. listopadu 1926, Praha – 26. července 2024) byl česko-chilský operní pěvec a vysokoškolský pedagog.
V roce 1938, když bylo Hansovi dvanáct let, se jeho rodina přestěhovala z Prahy do Chile, kde později získala chilské občanství. V Chile začal studovat hudbu a zpěv, a věnoval se interpretaci různých chilských autorů. Stal se komunistou, vstoupil do Komunistické strany Chile, Po studiích získal v roce 1962 místo profesora na Chilské univerzitě na Fakultě umění, V letech 1966 až 1968 získal stipendium a pokračoval tak ve studiích v Evropně na Pražské konzervatoři, krátce pobýval v Lipsku, kde studoval zpěv bachovské a v Londýně alžbětinské hudební interpretace a také vystupoval. Vystupoval také v Itálii, v Římě, ve Florencii, v Neapoli a společně s chilským pianistou Cirilem Vilou v řadě latinskoamerických zemí – v Peru, v Argentině a v Portoriku. Po vojenském převratu v roce 1973 emigroval před režimem generála Augusta Pinocheta do Německé demokratické republiky (NDR) do Východního Berlína, kde působil sedm let na Hudební škole Hannse Eislera v Berlíně (Hochschule für Musik Hanns Eisler Berlin) a kde za svého pobytu na členství ve straně po zkušenostech s fungováním komunistického státu rezignoval. Na univerzitní půdu Chilské univerzity se vrátil s návratem demokracie do Chile po roce 1990 a působil na Filozofické fakultě. V Chile spoluformoval Národní operu a v Evropě zpíval písně Victora Jary.
Pro jeho výrazné revolucionářské myšlenky jej chilský básník Andrés Sabella přezdívá "Rudým slavíkem".
V roce 2014 byl jmenován čestným členem chilské Akademie výtvarných umění, v roce 2016 mu Ministerstvo zahraničních věcí České republiky udělilo vyznamenání Gratias Agit za zásluhy o šíření českého hudebního umění ve světě, v listopadu 2018 obdržel Národní hudební cenu prezidenta Chilské republiky v kategorii música clásica o selecta (česky klasická nebo vybraná hudba) od chilského Ministerstva kultury, v roce 2019 po něm byla pojmenována hudební škola v Nýrsku, městě jeho dětství, a v roce 2019 mu byla udělena medaile Juvenala Hernándeze Jaqueho, v roce 2021 ocenění v oblasti umění, literatury a humanitních věd, které Chilská univerzita uděluje absolventům Casa de Bello, kteří se zasloužili o univerzitu a zemi.

## Diskografie
- 1971 Eisler – Brecht: Canciones (s Cirilem Vilou)